# Warhammer 40.000: Dawn of War - Soulstorm
Warhammer 40.000: Dawn of War - Soulstorm è la terza espansione del videogioco strategico in tempo reale Warhammer 40.000: Dawn of War. È stata pubblicata il 4 marzo 2008 negli Stati Uniti e il 7 marzo in Europa. È stata sviluppata da Relic (come i precedenti episodi della serie), ma in collaborazione con uno studio esterno, l'Iron Lore Entertainment.

## Innovazioni
Soulstorm aggiunge due nuove razze alle sette raggiunte con la precedente espansione Dark Crusade, ovvero gli Eldar Oscuri e la Sorellanza, che utilizzano due inediti sistemi di risorse, sfruttando rispettivamente le anime dei nemici caduti e la fede. Vengono anche introdotte unità volanti per tutte le razze. Come Dark Crusade, non richiede la presenza sul computer dell'originale Warhammer 40.000: Dawn of War.

## Trama
Le vicende narrate in Soulstorm si svolgono nel sistema Kaurava, formato da 4 pianeti e 3 lune. La trama ha inizio quando una tempesta Warp si abbatte sul sistema provocando ingenti danni e isolando il sistema, a questo punto 9 schieramenti -Eldar (Guidati da Caerys), Space Marine (Capitanati da Indrick Boreale), Necron (Sottoposti del Gran Sacerdote Necron), Guardia imperiale(Comandata da Vance Stubbs), Space Marine del Caos(Seguaci di Firaeveus Carron), Tau (Soldati di Or'Es'Ka), Orki (Guidati dal Kapoguerra Gorgutz), Eldar Oscuri (Comandati dall'Arconte Tahril) e la Sorellanza (Guidata dalla Badessa Selena Agna)- arrivano nel sistema Kaurava, con diversi obbiettivi, ma un solo scopo: Ripulire il sistema dai propri Nemici. Le varie fazioni combatteranno per conquistare il sistema e scoprire il motivo della tempesta Warp (ogni volta che si conquista un territorio, una speciale unità viene dispiegata in campo e quando si conquista una roccaforte nemica vengono date piccole informazioni sul perché delle ostilità tra i due schieramenti o cose del genere).

## Personaggi notevoli

### Comandante Indrick Boreale - Space Marine
Il Fratello-Capitano Indrick Boreale è al comando di cinquecento Corvi Sanguinari arrivati nel sistema Kaurava per eliminare eventuali pericoli per L'Imperium, alieni ed eretici. Allievo di Gabriel Angelos e compagno di Davian Thule, Indrick boreale, nella sua arroganza, punta più sulla velocità che su difese stazionarie, mossa che risulterà fatale nella difesa della roccaforte. Il suo equipaggiamento è costituito dal devastante Martello dell'Inquisizione, e dalla classica pistola al plasma. L'abilità speciale degli Space Marine sono le squadre d'assalto di profondità, cioè un'abilità che permette al giocatore di richiamare alcune unità di Space Marine prima di ogni battaglia e farle arrivare sul campo dallo spazio invece che doverle produrre dalla caserma. Iniziata la battaglia, se il giocatore costruisce una Relè Orbitale, potrà mandare segnali allo spazio che faranno arrivare nel punto desiderato delle capsule spaziali ad alta velocità che scaricheranno le truppe in mezzo alle linee nemiche, permettendo di mandare in rotta gli eserciti avversari. Gli Space Marine sono una fazione molto versatile. Le loro unità sono quasi tutte generiche e ben bilanciate e offrono buone prestazioni sia negli scontri corpo a corpo che in quelli a distanza. Gli Space Marine hanno anche un livello qualitativo delle truppe iniziali più alto di molte altre razze e hanno una buona scorta di unità psioniche e spirituali, le cui abilità sono quasi tutte passive e volte a potenziare i valori delle truppe alleate, in particolare immunità ai danni morali (il morale degli Space Marine è molto difficile da spezzare, data la loro fede nell'imperatore) e attacchi al morale nemico. La loro unità più temibile è sicuramente il Land Raider, un potentissimo carro armato con armamenti antifanteria e antiveicolo, una corazzatura quasi impenetrabile e limitata capacità di trasporto truppe.

### Firraeveus Carron - Caos
Il Signore del Caos Firaeveus Carron arrivò su Kaurava con la Tempesta Warp. La tempesta stessa era stata causata da un latente Psionico della Guardia Imperiale del settore, febbrilmente pazzo e guidato dagli Dei Oscuri. Una spaccatura enorme venne creata nel tempo e nello spazio dai riti neri compiuti dallo Psionico. I risultati furono terribili: il Caos venne, tramite la Legione Alfa, e con una Tempesta Warp. Simile a Lord Crull per insanità ed equilibrio mentale, Carron sembra dedicarsi con grande intensità al sangue e a Khorne nonostante appartenga ad una legione del Caos Indiviso, facendo pensare che sia stato membro dei Divoratori di Mondi. Eccelle nel corpo a corpo e possiede una spada potenziata e una pistola laser. L'abilità speciale del Caos consiste nelle Linee d'Approvvigionamento Avanzate, che permettono al giocatore del Caos di riuscire ad assorbire tutta la requisizione planetaria da un territorio anche se questo è lontano dalla propria roccaforte centrale, al contrario delle altre fazioni che devono concatenare tutti territori e collegarli alla propria roccaforte prima di iniziare a ricevere le risorse. L'esercito del Caos è molto più orientato verso il combattimento ravvicinato rispetto ai normali Space Marine e l'evocazione sul campo di demoni e creature corrotte dal Caos. La fanteria predilige il combattimento corpo a corpo ma molte unità ottengono risultati accettabili anche se combattono a distanza, esistono anzi alcuni giocatori del Caos che si esercitano per padroneggiare proprio questo tipo di tattica, nonostante l'evidente inclinazione dei demoni ad attaccare in corpo a corpo. La maggior parte delle unità dell'arsenale Caos sono ex unità degli Space Marine che sono passate dalla parte del Caos durante l'eresia di Horus, e che quindi hanno perso la sanità mentale (o buona parte di essa) e hanno ricevuto "in dono" diverse mutazioni fisiche e genetiche, che ne hanno alterato le abilità. Inoltre, l'esercito Caos che si vede in Soulstorm non sembra adorare nessun dio oscuro più degli altri, e appartiene al Caos Indiviso: ciò significa che i servitori Caos possono schierare in battaglia qualsiasi tipo di demone, a dispetto della loro inclinazione.

### Kapoguerra Gorgutz- Orki
Gorgutz è stato un Kapoguerra Orko coinvolto in tre campagne molto importanti nel 42' millennio. La prima fu la campagna di Lorn V, dove si alleò, solo temporaneamente, con Lord Crull, campione dei Divoratori di Mondi. Dopo la sua sconfitta, scappò su Kronus e formò un'altra WAAAGH! venendo di nuovo sconfitto. Infine si stabilisce nel sistema Kaurava, su Kaurava II. Durante la campagna di Soultorm, perde di nuovo, ma riesce a fuggire su un razzo per formare un'altra WAAGH! altrove. Nato come semplice Kapoguerra su Lorn V, Gorgutz seppe riunire le numerose tribù di Orki che si combattevano da innumerevoli generazioni. Unì alla sua WAAGH! anche alcuni pelleverde appartenenti al klan dei Morzi di Zerpe, che allevano esclusivamente Kakkole e Zquiggoth. Inoltre porta degli stivali con la punta ferrata perché, come lui stesso afferma: "Mi piace kolpire le tezte dei nemici con kuezti". L'abilità degli Orki è la Crescita Istantanea, che permette agli Orki di ambientarsi a qualsiasi condizione ambientale e di proliferare aumentando ogni turno la dimensione del proprio esercito e delle guarnigioni stanziate nelle provincie conquistate senza doverle rinforzare con altre truppe che sarebbero invece necessarie al fronte. L'esercito Orki si basa più sulla tattica "a orda", cioè fabbricare armate numerosissime di Orki e mandarli contro il nemico sperando di sopraffarlo. L'esercito Orki è sicuramente il più rozzo e il meno avanzato tecnologicamente, ma gli Orki compensano grazie a dei limiti di popolazione dimezzati rispetto a tutte le altre razze del gioco. Inoltre, esattamente come in Dark Crusade, gli Orki sfruttano anche un tipo particolare di risorsa per la loro economia: la WAAAGH!. Questa non è altro che la misura del debole campo psionico generato dalle deboli menti degli Orki, che però quando si radunano in massa, come succede sui campi di battaglia, aumenta considerevolmente col passare del tempo e con l'ingrossarsi del loro esercito. Più unità Orki ci sono in un'armata, minori saranno i tempi e i costi di produzione per unità e potenziamenti per esse. Allo stesso modo, le unità più brutali di un'armata orkesca costeranno un determinato potenziale di WAAAAGH, limitando il giocatore le opzioni su quali unità schierare nelle prime sortite della battaglia. La maggioranza delle unità Orki è specializzata nei combattimenti ravvicinati, dove la loro estrema forza fisica può avvantaggiarli molto sui nemici, ma ci sono alcune eccezioni di Orki che si addestrano adeguatamente per combattere dalla distanza, perdendo però l'abilità nella mischia.

### Veggente Caerys- Eldar
Eletta dopo la morte di Taldeer su Kronus, comanda le forze Eldar di Kaurava. Proveniente dall'Arcamondo Ulthwé è arrivata nel sistema con lo stesso scopo di Taldeer: eliminare i Necron prima che si risveglino completamente. Discendente dalla razza degli Antichi, Caerys utilizza potenti attacchi psichici. Utilizza una Katana potenziata molto leggere, per non ostacolare i movimenti. La Spada può però essere sostituita dalla Lancia magica, ulteriormente più potente della Katana. Spesso lotta insieme a uno speciale Consiglio di Veggenti, guidando i suoi sottoposti attraverso la telepatia. L'abilità degli Eldar consiste nel Movimento Rapido, che permette agli eserciti Eldar di attraversare tre territori in un singolo turno senza fermarsi, il che rende gli Eldar in grado di attaccare qualsiasi provincia selezionata, sempre che questa si trovi sullo stesso pianeta in cui si trova il loro esercito. Le truppe Eldar di fatto sono molto più veloci di quelle delle altre fazioni anche quando combattono nelle schermaglie. I loro eserciti usano per la maggior parte tattiche mordi e fuggi, dato che non sono abbastanza resistenti da tenere testa a lungo ai propri nemici, se un combattimento si protrae troppo a lungo. Gli Eldar sfruttano anche con grande abilità alcune capacità telepatiche e illusioni mentali che derivano dalle loro menti evolute: particolare è la capacità di far diventare invisibili le proprie basi e di teletrasportare, ad un prezzo alto, le proprie truppe e i propri edifici in vari punti della mappa in modo istantaneo, ingannando i nemici più e più volte.

### Generale Vance Stubbs - Guardia Imperiale
Il Generale Vance Stubbs è il comandante del 252nd Kauraviano, detti anche "Conservatori".Arrivò quando la tempesta era appena cominciata e la Legione Alfa colse completamente impreparate le difese Imperiali, lasciando il generale con appena un quarto delle forze del sistema. Egli quindi si mosse nel tentativo di riconquistare il sistema, ma il suo compito venne ulteriormente complicato dall'arrivo dei Corvi Sanguinari e dell'Ordine della Sacra Rosa. Essi intendono mondare il sistema dalla feccia xeno e eliminare la Guardia Imperiale che reputano responsabile della tempesta. Stubbs si rifiutò di presentarsi davanti ad un tribunale dell'Inquisizione e dovette lottare contro le altre due forze Imperiali.

È molto orgoglioso del suo lavoro su Kaurava e delle sue truppe. La sua abilità speciale consiste nell'Economia Avanzata, che grazie ad un complesso ed efficiente sistema di industrie e fabbriche permette alla Guardia Imperiale di produrre unità e ricercare potenziamenti scontati del 50% rispetto alle altre otto razze. La Guardia Imperiale possiede fanteria di basso livello che però si può produrre in grandi numeri, in attesa di accedere alla vera forza degli Imperiali: i loro mezzi. La Guardia Imperiale fa infatti molto affidamento sui veicoli e possiede un vasto arsenale di veicoli rapidi, blindati da trasporto, carri armati, cacciaveicoli e velivoli, mettendo in seria difficoltà gli avversari nelle fasi finali di una partita, quando la loro economia diventa abbastanza forte da assorbire il peso della produzione pesante di questi mezzi di morte.

### Shas'O Or'es'Ka- Impero Tau
Or'es'Ka è il comandante delle forze Tau su Kaurava. Considerato il meno misericordioso dei generali Tau, Or'es ha stabilito la sua base su una delle lune di Kaurava II, Nan-Yanoi, e l'ha armata con il cannone Ar'Ka. Or'es intende colonizzare tutto il sistema per il Bene Superiore. Tuttavia i Tau sembrano un esercito molto più misericordioso degli altri: nonostante dispongano della metallurgia da guerra più avanzata, spesso offrono ai nemici la possibilità di arrendersi prima del combattimento, risparmiando l'ingrato compito di rastrellare interi sistemi dalla presenza ostile. L'abilità dei Tau è il Cannone Ionico Ark'an, un potente distruttore al plasma che prima di ogni battaglia viene sovraccaricato dai Tau sul loro pianeta e viene usato per sparare dall'orbita e devastare gli eserciti nemici su altri pianeti prima dell'attacco dei Tau. I Tau sono senza dubbio una delle razze tecnologicamente più avanzate del gioco e dispongono di unità che si servono di armi al plasma e ioniche per compensare alla scarsa forma fisica. I Tau disprezzano il combattimento ravvicinato: lo considerano rozzo e barbarico, e tendono ad evitarlo anche per non subire troppe perdite, dato che i Tau non sono una specie molto prolifica. Le loro unità sono deboli nel corpo a corpo ma le più potenti di tutto il gioco negli ingaggi a distanza, inoltre godono di una metallurgia avanzata che gli dona un raggio visivo molto esteso: spesso le unità Tau possono colpire con precisione chirurgica dei nemici totalmente fuori dal loro raggio visivo. La lotta corpo a corpo è spesso delegata agli alleati dei Tau che combattono al loro fianco, come i mercenari Kroot e gli assassini Vespid, con le loro ali e i loro fucili fotonici.

### Gran Sacerdote Necron- Necron
Comanda tutte le forze Necron del sistema, è rarissimo vederlo parlare se non in situazioni cruciali come l'assedio della roccaforte Necron. Di lui a parte il suo ruolo di comando non si sa nulla. Grazie a delle speciali reliquie, riesce a far risorgere i propri compagni caduti, e anche a generare delle devastanti scariche elettriche, che rivelano costruzione nascoste grazie alla loro potenza. Le sue armi vengono inserite nello scettro Necron, funzionando così sia a distanza che in corpo a corpo. Può trasformarsi in due divinità del C'Tan: Il Noctifero (Somigliante alla Morte) e nell'Ingannatore. Simile ai semplici Guerrieri Necron per aspetto e altezza, il Gran Sacerdote può essere considerato tra i più forti condottieri Necron di sempre. Pecca negli attacchi a distanza, ma eccelle nel corpo a corpo. I Necron hanno la possibilità di richiamare in battaglia il 50% delle forze che hanno perso nella schermaglia precedente, rendendo di fatto le loro armate virtualmente indistruttibili dai nemici. Solo le unità di base si possono riattivare: le più potenti dovranno essere riaddestrate se distrutte. I Necron sono un'armata lenta ma inarrestabile e la loro forza sta nelle terribili superarmi che si sbloccano verso la fine del combattimento.

### Badessa Selena Agna - Sorelle Guerriere
La badessa Selena Agna dell'Ordine della Sacra Rosa è il comandante della Sorellanza su Kaurava. Oltre a combattere gli Xenos e gli eretici nel sistema, ha anche combattuto contro i Corvi Sanguinari e il 252nd Kauraviano, ritenendo i primi una minaccia per non averle ceduto il comando delle operazioni, e il secondo come corrotto, responsabile in qualche modo per la Tempesta Warp. La capacità delle Sorelle è quella di usare le loro avanzate conoscenze geografiche per disporre di basi extra sul luogo del combattimento, permettendo di controllare più ampie parti di mappa fin dall'inizio. Le Sorelle fanno molto affidamento sulla risorsa della Fede e ne fanno il loro sostentamento e scudo, credendo fermamente nell'Imperatore. Molte delle loro armi si basano sul fuoco, ritenuto l'unica arma veramente efficace per proteggere l'umanità dall'eresia per via delle sue doti purificatrici verso i nemici. Man mano che cresce la Fede, così aumenta il morale di tutte le Sorelle sul campo di battaglia, e così la loro fervida devozione e potenza.

### Arconte Tahril - Eldar Oscuri
Tahril conduce le forze degli Eldar Oscuri su Kaurava. Gli Eldar Oscuri hanno il vantaggio di potersi spostare più facilmente tramite alcune antiche porte spaziali, con la possibilità di attaccare qualunque roccaforte nemica nel giro di pochi turni. La base operativa si trova ai margini del sistema, sulla luna orbitante di Kaurava IV chiamata Lacunae. Lì si trova il padrone della Cabala del Cuore Nero, Asrubael Vect. Tahril mostra una diretta arroganza sia verso i suoi colleghi sia verso tutti gli Eldar Oscuri. Egli considera i suoi nemici stupidi e la sua armata mostra una ferocia incredibile perché raccoglie le anime dei caduti per convertirle in energia, che viene poi spesa come se si trattasse di una vera e propria risorsa per avere accesso a unità più forti nel loro arsenale. Gli Eldar Oscuri possono attaccare anche territori su altri pianeti perché hanno riprogrammato i portali Warp per farli funzionare solo per loro.